# 33e cérémonie des British Academy Film Awards
Pour la cérémonie des BAFTAs récompensant la télévision, voir la 27e cérémonie des British Academy Television Awards.
La 33e cérémonie des British Academy Film Awards, organisée par la British Academy of Film and Television Arts, s'est déroulée en 1980 et a récompensé les films sortis en 1979.

## Palmarès

### Meilleur film
- Manhattan
  - Apocalypse Now
  - Voyage au bout de l'enfer (The Deer Hunter)
  - Le Syndrome chinois (The China Syndrome)

### Meilleur réalisateur
- Francis Ford Coppola pour Apocalypse Now
  - Woody Allen pour Manhattan
  - Michael Cimino pour Voyage au bout de l'enfer (The Deer Hunter)
  - John Schlesinger pour Yanks

### Meilleur acteur
- Jack Lemmon pour le rôle de Jack Godell dans Le Syndrome chinois (The China Syndrome)
  - Martin Sheen pour le rôle du Capitaine Benjamin L. Willard dans Apocalypse Now
  - Woody Allen pour le rôle d'Isaac Davis dans Manhattan
  - Robert De Niro pour le rôle de Michael Vronsky, "Mike" dans Voyage au bout de l'enfer (The Deer Hunter)

### Meilleure actrice
- Jane Fonda pour le rôle de Kimberly Wells dans Le Syndrome chinois (The China Syndrome)
  - Meryl Streep pour le rôle de Linda dans Voyage au bout de l'enfer (The Deer Hunter)
  - Maggie Smith pour le rôle de Diana Barrie dans California Hôtel (California Suite)
  - Diane Keaton pour le rôle de Mary Wilkie dans Manhattan

### Meilleur acteur dans un second rôle
- Robert Duvall pour le rôle du lieutenant colonel Bill Kilgore dans Apocalypse Now
  - Christopher Walken pour le rôle de Nickanor Chevotarevitch, "Nick" dans Voyage au bout de l'enfer (The Deer Hunter)
  - Denholm Elliott pour le rôle de William Leigh dans Jack le Magnifique (Saint Jack)
  - John Hurt pour le rôle de G. W. Kane dans Alien, le huitième passager (Alien)

### Meilleure actrice dans un second rôle
- Rachel Roberts pour le rôle de la mère de Jean dans Yanks
  - Mariel Hemingway pour le rôle de Tracy dans Manhattan
  - Lisa Eichhorn pour le rôle de Gertrude dans Les Européens (The Europeans)
  - Meryl Streep pour le rôle de Jill dans Manhattan

### Meilleur scénario
- Manhattan – Woody Allen et Marshall Brickman
  - Voyage au bout de l'enfer (The Deer Hunter) – Deric Washburn
  - Yanks – Colin Welland et Walter Bernstein
  - Le Syndrome chinois (The China Syndrome) – Mike Gray, T. S. Cook et James Bridges

### Meilleure direction artistique
- Alien, le huitième passager (Alien) – Michael Seymour
  - Yanks – Brian Morris
  - Les Européens (The Europeans) – Jeremiah Rusconi
  - Apocalypse Now – Dean Tavoularis

### Meilleurs costumes
- Yanks
  - Les Européens (The Europeans)
  - Agatha
  - Alien, le huitième passager (Alien) – John Mollo

### Meilleure photographie
- Voyage au bout de l'enfer (The Deer Hunter) – Vilmos Zsigmond
  - Apocalypse Now – Vittorio Storaro
  - Manhattan – Gordon Willis
  - Yanks – Dick Bush

### Meilleur montage
- Voyage au bout de l'enfer (The Deer Hunter) – Peter Zinner
  - Manhattan – Susan E. Morse
  - Apocalypse Now – Walter Murch, Gerald G Greenberg et Lisa Fruchtman
  - Alien, le huitième passager (Alien) – Terry Rawlings

### Meilleur son (Meilleure bande son)
- Alien, le huitième passager (Alien) – Derrick Leather, Jim Shields et Bill Rowe
  - Apocalypse Now
  - Manhattan
  - Voyage au bout de l'enfer (The Deer Hunter)

### Meilleure musique de film
Anthony Asquith Award for Film Music
- Les Moissons du ciel (Days of Heaven) – Ennio Morricone
  - Alien (Alien) – Jerry Goldsmith
  - Apocalypse Now – Carmine Coppola et Francis Ford Coppola
  - Yanks – Richard Rodney Bennett

### Meilleur film documentaire
Flaherty Documentary Award.
- L'Arbre aux sabots (L'albero degli zoccoli) – Ermanno Olmi

### Meilleur court-métrage
- Butch Minds the Baby – Peter Webb
  - Dream Doll – Bob Godfrey
  - Dilemma – Clive Mitchell
  - Mr Pascal – Alison de Vere

### Meilleur nouveau venu dans un rôle principal
- Dennis Christopher – La Bande des quatre (Breaking Away)
  - Gary Busey – The Buddy Holly Story
  - Sigourney Weaver – Alien, le huitième passager (Alien)
  - Ray Winstone – That Summer

### Meilleure contribution au cinéma britannique
Michael Balcon Award.
- The Children's Film Foundation

### Fellowship Award
Prix d'honneur de la BAFTA, récompense la réussite dans les différentes formes du cinéma.
- John Huston
- David Attenborough

## Récompenses et nominations multiples

### Nominations multiples
Films
 10  : Manhattan
 9  : Apocalypse Now, Voyage au bout de l'enfer
 7  : Alien, Yanks
 4  : Le Syndrome chinois
 3  : Les Européens
Personnalités
 3  :  Woody Allen
 2  :  Meryl Streep
 2  :  Francis Ford Coppola

### Récompenses multiples
Légende : Nombre de récompenses/Nombre de nominations
Films
 2 / 4  : Le Syndrome chinois
 2 / 7  : Alien, Yanks
 2 / 9  : Apocalypse Now, Voyage au bout de l'enfer

### Les grands perdants
2 / 10  : Manhattan
 0 / 3  : Les Européens